# Місато (Міяґі)

38°32′40″ пн. ш. 141°3′25″ сх. д. / 38.54444° пн. ш. 141.05694° сх. д.
Міса́то (яп. 美里町, みさとまち, МФА: [misato mat͡ɕi̥]) — містечко в Японії, в повіті Тода префектури Міяґі. Станом на 1 жовтня 2008 площа містечка становила 75,06 км². Станом на 1 січня 2009 населення містечка становило 25 439 осіб.